# 앙리 드 툴루즈로트레크
앙리 드 툴루즈 로트레크(프랑스어: Henri de Toulouse-Lautrec, 1864년 11월 24일~1901년 9월 9일)는 프랑스의 화가이다. 남부 프랑스 알비의 귀족 집안에서 출생한 그는 본래 허약한데다가 소년 시절에 다리를 다쳐서 불구자가 되었다. 그는 화가가 될 것을 결심하고 그림에 몰두하였으며, 파리로 나가 미술 학교에 다녔다.

## 작품 세계
드가, 고흐와 친분을 맺어 그들로부터 커다란 영향을 받았다. 그는 귀족 사회의 허위와 위선 등을 미워하였다. 주로 서커스 · 놀이터 · 운동경기 · 무용장 · 초상화 등을 즐겨 그렸으며 포스터를 예술적 차원으로 끌어올렸다. 특히 그가 그린 물랭 루주 포스터는 많은 사람들에게 강렬한 인상을 남겼다. 인상파에 속하고 색채 취급, 성격 묘사에도 뛰어났다. 유화 외에 파스텔, 수채화, 석판화도 독특한 스타일로 만들었다. 대표 작품으로는 《물랑 드 라 가레트》, 《이베지루벨》 등이 있다.

## 주요 작품

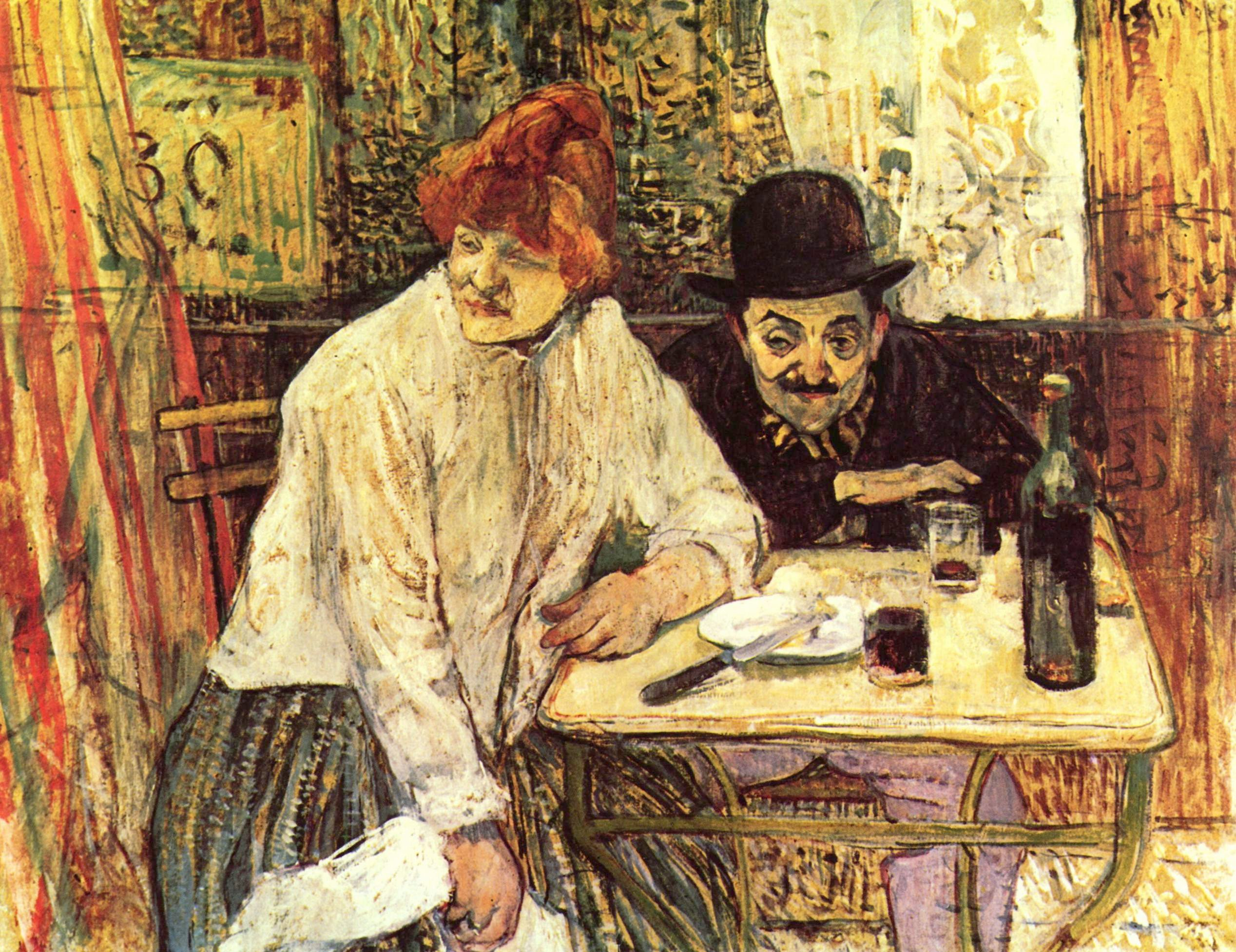
《카페 라 미에서》
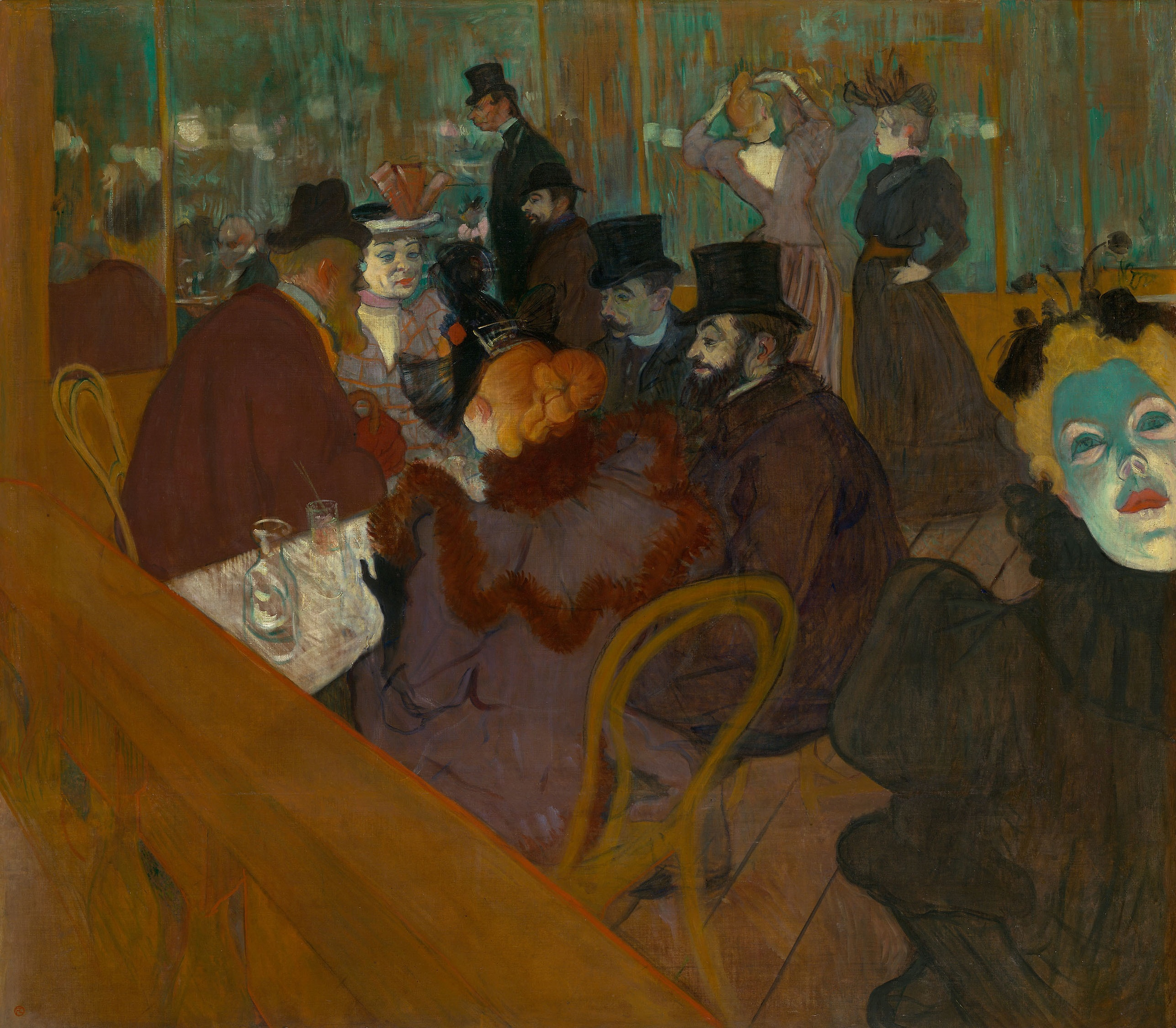
《물랭 루주에서》
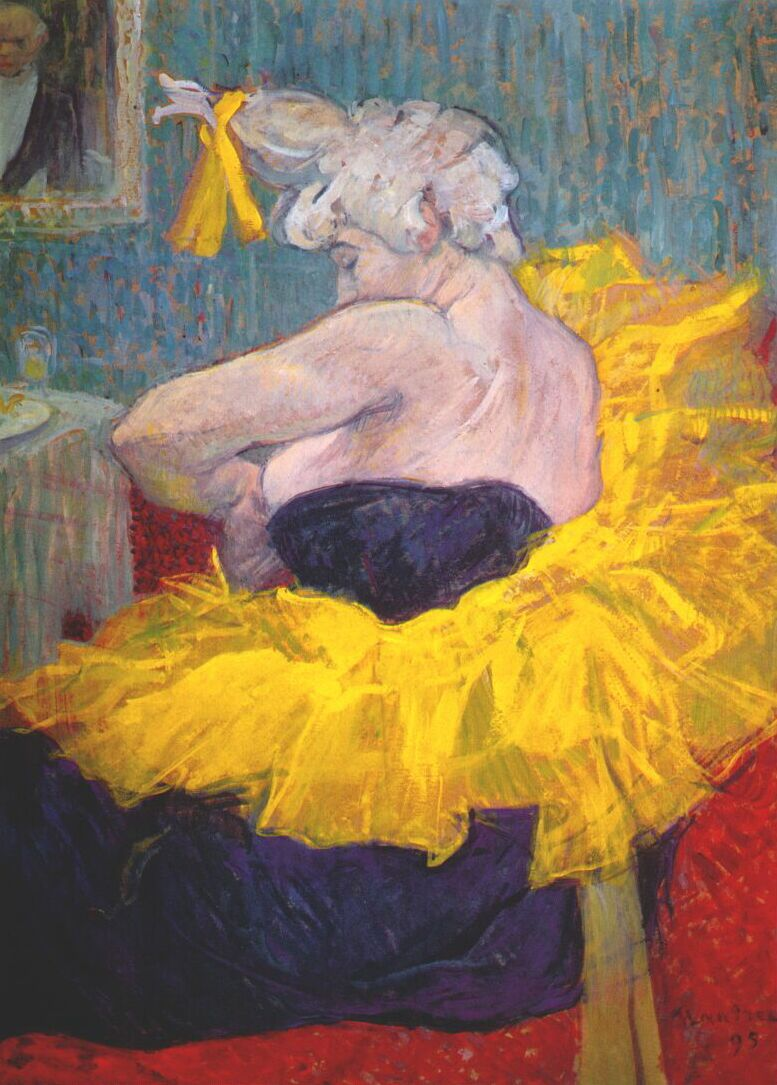
《물랭 루즈의 연기자, 여자 어릿광대 차-우-코》
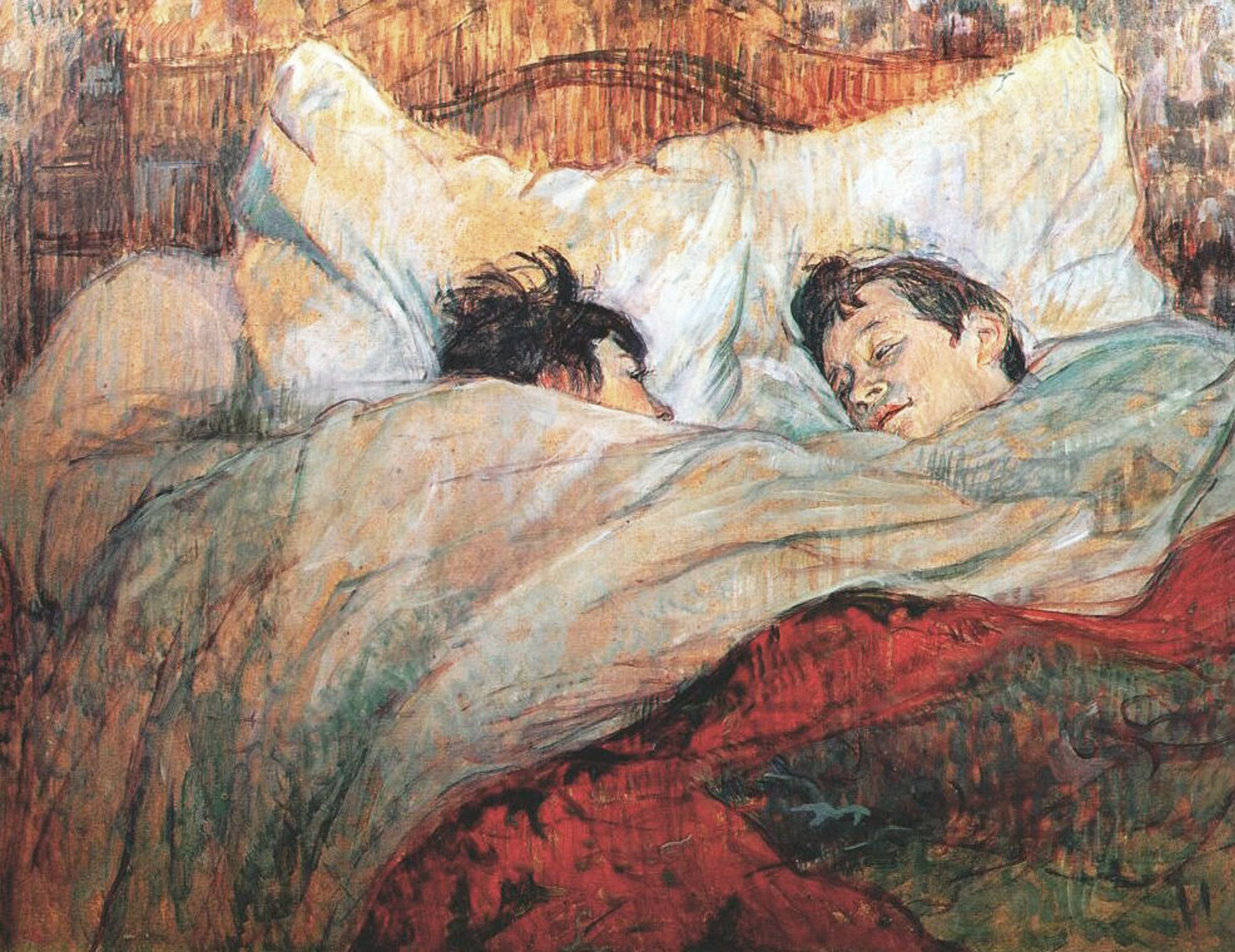
《침대》, 1892년